# HMS Rawalpindi
«Равалпінді» (англ. HMS Rawalpindi) — океанський лайнер, а за часів Другої світової війни — допоміжний крейсер Королівського військово-морського флоту Великої Британії.
«Равалпінді» був закладений у 1923 році на верфі компанії Harland and Wolff у Гріноку. 26 березня 1925 року спущений на воду, а 3 вересня 1925 року увійшов до складу Peninsular and Oriental Steam Navigation Company.

## Історія служби
Після введення до строю в 1925 році судно працювало на круїзних маршрутах від Лондона до Бомбея. На «Равалпінді» були каюти для 307 пасажирів першого класу та 288 пасажирів другого класу.
26 серпня 1939 року Адміралтейство реквізувало «Равалпінді» і переобладнало його в допоміжний крейсер, встановивши на палубі 8 152-мм гармат BL 6-inch Mk VII і дві 76 мм зенітні гармати. З жовтня 1939 року корабель діяв у складі Північного патруля, що патрулював території навколо Ісландії. 19 жовтня в Данській протоці «Равалпінді» перехопив німецький танкер «Гонценгайм» (4 574 т), який 14 вересня вийшов з Буенос-Айреса.
23 листопада 1939 року, патрулюючи на північ від Фарерських островів, допоміжний крейсер зіткнувся з двома найпотужнішими німецькими військовими кораблями — лінкорами «Шарнгорст» і «Гнейзенау», які здійснювали прорив британської блокади між Ісландією та Фарерськими островами. «Равалпінді» встигнув передати сигнал про розташування німецьких кораблів на базу. Незважаючи на безнадійність бою з двома капітальними кораблями Крігсмаріне, 60-річний капітан Едвард Коверлі Кеннеді вирішив битися, а не здаватися, як того вимагали німці. Його почули, як він сказав: «Ми будемо боротися з ними обома, вони потоплять нас, і це буде все. До побачення».
Німецькі лінійні кораблі потопили «Равалпінді» за 40 хвилин. Британському допоміжному крейсеру одного разу вдалося уразити «Шарнгорст» з незначними наслідками. На «Равалпінді» загинуло 238 осіб, у тому числі капітан Кеннеді. Тридцять сім людей були врятовані німецькими кораблями, ще 11 підняв HMS Chitral (ще одне переобладнане пасажирське судно).